# Hypsopsetta
Hypsopsetta — рід правобоких камбалоподібних риб родини камбалових (Pleuronectidae). Рід поширений на сході Тихого океану біля берегів Каліфорнії та у Каліфорнійській затоці.

## Класифікація
Рід містить два види:
- Hypsopsetta guttulata (Girard, 1856)
- Hypsopsetta macrocephala Breder, 1936